# Brabantse Pijl 2022
De 62e editie van de wielerwedstrijd Brabantse Pijl werd gehouden op woensdag 13 april 2022. De start was in Leuven, de finish in Overijse. De wedstrijd maakte deel uit van de UCI ProSeries 2022. De wedstrijd werd gehouden in kletsnatte weersomstandigheden.

## Uitslag
| Plaats  | Naam             | Ploeg                   | Tijd     |
| ------- | ---------------- | ----------------------- | -------- |
| Winnaar | Magnus Sheffield | INEOS Grenadiers        | 4u53'21" |
| 2       | Benoît Cosnefroy | AG2R-Citroën            | + 37"    |
| 3       | Warren Barguil   | Arkéa Samsic            | z.t.     |
| 4       | Ben Turner       | INEOS Grenadiers        | + 40"    |
| 5       | Tom Pidcock      | INEOS Grenadiers        | + 41"    |
| 6       | Remco Evenepoel  | Quick Step-Alpha Vinyl  | z.t.     |
| 7       | Michael Matthews | Team BikeExchange Jayco | z.t.     |
| 8       | Dylan Teuns      | Bahrain Victorious      | z.t.     |
| 9       | Tim Wellens      | Lotto Soudal            | z.t.     |
| 10      | Xandro Meurisse  | Alpecin-Fenix           | + 51"    |

## Vrouwen
De Brabantse Pijl voor vrouwen werd verreden op 13 april 2022 en was onderdeel van de UCI Women's ProSeries. De finishplaats was in Overijse, net als de mannenwedstrijd. De start lag in Sint-Pieters-Leeuw. Op het parcours van 141,2 kilometer moesten 19 beklimmingen worden bedwongen, waaronder de Bruine Put, Alsemberg, Moskesstraat en de Schavei. De overwinning ging naar Demi Vollering die solo over de streep kwam.

### Uitslag
| Plaats  | Naam                   | Ploeg                   | Tijd     |
| ------- | ---------------------- | ----------------------- | -------- |
| Winnaar | Demi Vollering         | Team SD Worx            | 3u38'00" |
| 2       | Katarzyna Niewiadoma   | Canyon-SRAM             | + 22"    |
| 3       | Liane Lippert          | Team DSM                | z.t.     |
| 4       | Marlen Reusser         | Team SD Worx            | + 27"    |
| 5       | Juliette Labous        | Team DSM                | + 44"    |
| 6       | Pauliena Rooijakkers   | Canyon-SRAM             | + 58"    |
| 7       | Silvia Persico         | Valcar-Travel & Service | + 1'02"  |
| 8       | Ashleigh Moolman-Pasio | Team SD Worx            | z.t.     |
| 9       | Sofia Bertizzolo       | UAE Team ADQ            | z.t.     |
| 10      | Alexandra Manly        | Team BikeExchange Jayco | z.t.     |
|         |                        |                         |          |
| 27      | Justine Ghekiere       | Plantur-Pura            | + 5'35"  |

1961 · 1962 · 1963 · 1964 · 1965 · 1966 · 1967 · 1968 · 1969 · 1970 · 1971 · 1972 · 1973 · 1974 · 1975 · 1976 · 1977 · 1978 · 1979 · 1980 · 1981 · 1982 · 1983 · 1984 · 1985 · 1986 · 1987 · 1988 · 1989 · 1990 · 1991 · 1992 · 1993 · 1994 · 1995 · 1996 · 1997 · 1998 · 1999 · 2000 · 2001 · 2002 · 2003 · 2004 · 2005 · 2006 · 2007 · 2008 · 2009 · 2010 · 2011 · 2012 · 2013 · 2014 · 2015 · 2016 · 2017 · 2018 · 2019 · 2020 · 2021 · 2022 · 2023 · 2024
Omloop Het Nieuwsblad · 
Nokere Koerse · 
Dwars door Vlaanderen · 
Brabantse Pijl · 
Festival Elsy Jacobs · 
Ronde van Thüringen · 
Ronde van Zwitserland · 
Ronde van Emilia